# Trigonarthris atrata
Trigonarthris atrata är en skalbaggsart som först beskrevs av Leconte 1850.  Trigonarthris atrata ingår i släktet Trigonarthris och familjen långhorningar. Inga underarter finns listade i Catalogue of Life.